# Olympische Sommerspiele 1948/Teilnehmer (Ungarn)
| Gelbes Symbol für Goldmedaillen mit stilisierten Olympischen Ringen | Graues Symbol für Silbermedaillen mit stilisierten Olympischen Ringen | Braundes Symbol für Bronzemedaillen mit stilisierten Olympischen Ringen |
| ------------------------------------------------------------------- | --------------------------------------------------------------------- | ----------------------------------------------------------------------- |
| 10                                                                  | 5                                                                     | 12                                                                      |

Ungarn nahm an den Olympischen Sommerspielen 1948 in London mit einer Delegation von 128 Athleten (107 Männer und 21 Frauen) an 76 Wettkämpfen in 15 Wettbewerben teil.
Die ungarischen Athleten gewannen zehn Gold-, fünf Silber- und zwölf Bronzemedaillen. Olympiasieger wurden die Leichtathleten Imre Németh im Hammerwurf und Olga Gyarmati im Weitsprung, die Boxer Tibor Csík im Bantamgewicht und László Papp im Mittelgewicht, der Sportschütze Károly Takács mit der Schnellfeuerpistole, der Freistilringer Gyula Bóbis im Schwergewicht, der Turner Ferenc Pataki am Boden, die Fechter Aladár Gerevich mit dem Säbel und Ilona Elek mit dem Florett sowie die Säbelfecht-Mannschaft der Männer. Fahnenträger bei der Eröffnungsfeier war der Leichtathlet Imre Németh.

## Teilnehmer nach Sportarten

### Basketball
- 16. Platz
Tibor Zsíros
Ede Vadászi
István Timár-Geng
Attila Timár-Geng
László Novakovszky
György Nagy
Tibor Mezőfi
István Lovrics
József Kozma
Géza Kardos
János Halász
Antal Bánkuti

### Boxen
- Miksa Bondi
Fliegengewicht: in der 1. Runde ausgeschieden
- Tibor Csík
Bantamgewicht: Gold
- Béla Farkas
Federgewicht: in der 1. Runde ausgeschieden
- Gusztáv Bene
Weltergewicht: in der 1. Runde ausgeschieden
- László Papp
Mittelgewicht: Gold
- György Kapocsi
Halbschwergewicht: im Achtelfinale ausgeschieden

### Fechten
Männer
- Lajos Maszlay
Florett: Bronze 
Florett Mannschaft: 5. Platz
- Endre Palócz
Florett: im Viertelfinale ausgeschieden
Florett Mannschaft: 5. Platz
- József Hátszeghy
Florett: in der 1. Runde ausgeschieden
Florett Mannschaft: 5. Platz
- Aladár Gerevich
Säbel: Gold 
Florett Mannschaft: 5. Platz
Säbel Mannschaft: Gold
- Béla Bay
Degen Mannschaft: 5. Platz
Florett Mannschaft: 5. Platz
- Pál Dunay
Degen: im Viertelfinale ausgeschieden
Florett Mannschaft: 5. Platz
Degen Mannschaft: 5. Platz
- Imre Hennyei
Degen: im Viertelfinale ausgeschieden
Degen Mannschaft: 5. Platz
- Béla Mikla
Degen: in der 1. Runde ausgeschieden
Degen Mannschaft: 5. Platz
- Lajos Balthazár
Degen Mannschaft: 5. Platz
- Béla Rerrich
Degen Mannschaft: 5. Platz
- Tibor Berczelly
Säbel: im Halbfinale ausgeschieden
Säbel Mannschaft: Gold
- Pál Kovács
Säbel: Bronze 
Säbel Mannschaft: Gold
- László Rajcsányi
Säbel Mannschaft: Gold
- Bertalan Papp
Säbel Mannschaft: Gold
- Rudolf Kárpáti
Säbel Mannschaft: Gold

Frauen
- Ilona Elek
Florett: Gold
- Margit Elek
Florett: 6. Platz
- Éva Kun
Florett: im Halbfinale ausgeschieden

### Gewichtheben
- Ernő Porubszky
Bantamgewicht: 12. Platz
- Bálint B. Nagy
Federgewicht: 15. Platz
- László Buronyi
Halbschwergewicht: 10. Platz

### Kanu
Männer
- János Toldi
Einer-Kajak 1000 m: im Vorlauf ausgeschieden
- Kálmán Blahó
Zweier-Kajak 1000 m: Finalrennen nicht beendet
- János Urányi
Zweier-Kajak 1000 m: Finalrennen nicht beendet
Zweier-Kajak 10.000 m: 5. Platz
- Gyula Andrási
Zweier-Kajak 10.000 m: 5. Platz

Frauen
- Klára Fried-Bánfalvi
Einer-Kajak 500 m: 4. Platz

### Kunstwettbewerbe
- Miklós Jós
- Éva Földes
Epische Werke: Bronze

### Leichtathletik
Männer
- Béla Goldoványi
100 m: im Viertelfinale ausgeschieden
4-mal-100-Meter-Staffel: 4. Platz
- György Csányi
100 m: im Vorlauf ausgeschieden
4-mal-100-Meter-Staffel: 4. Platz
- László Bartha
100 m: im Vorlauf ausgeschieden
4-mal-100-Meter-Staffel: 4. Platz
- Ferenc Bánhalmi
400 m: im Vorlauf ausgeschieden
- Sándor Garay
1500 m: 7. Platz
- József Kiss
Marathon: 19. Platz
- Ferenc Tima
4-mal-100-Meter-Staffel: 4. Platz
- Sándor László
50 km Gehen: 13. Platz
- Ferenc Klics
Diskuswurf: 5. Platz
- Imre Németh
Hammerwurf: Gold
- József Várszegi
Speerwurf: Bronze

Frauen
- Olga Gyarmati
Hochsprung: 17. Platz
Weitsprung: Gold

### Moderner Fünfkampf
- István Szondy
Einzel: 18. Platz
- László Karácson
Einzel: Wettkampf nicht beendet
- Frigyes Hegedűs
Einzel: 12. Platz

### Ringen
- Gyula Szilágyi
Fliegengewicht, griechisch-römisch: 5. Platz
- Lajos Bencze
Bantamgewicht, griechisch-römisch: 6. Platz
Bantamgewicht, Freistil: 5. Platz
- Ferenc Tóth
Federgewicht, griechisch-römisch: Bronze 
Federgewicht, Freistil: 4. Platz
- Károly Ferencz
Leichtgewicht, griechisch-römisch: Bronze
- Miklós Szilvási
Weltergewicht, griechisch-römisch: Silber
- Gyula Németi
Mittelgewicht, griechisch-römisch: 7. Platz
- Gyula Kovács
Halbschwergewicht, griechisch-römisch: 4. Platz
- József Tarányi
Schwergewicht, griechisch-römisch: 5. Platz
Halbschwergewicht, Freistil: in der 3. Runde ausgeschieden
- László Bakos
Leichtgewicht, Freistil: in der 3. Runde ausgeschieden
- Kálmán Sóvári
Weltergewicht, Freistil: 5. Platz
- Gyula Bóbis
Schwergewicht, Freistil: Gold

### Rudern
- Sándor Ormándy
Doppel-Zweier: im Viertelfinale ausgeschieden
- József Simó
Doppel-Zweier: im Viertelfinale ausgeschieden
- Antal Szendey
Zweier mit Steuermann: Bronze
- Robert Zimonyi
Zweier mit Steuermann: Bronze 
Vierer mit Steuermann: im Halbfinale ausgeschieden
- Béla Zsitnik
Zweier mit Steuermann: Bronze
- Tibor Nádas
Vierer ohne Steuermann: zum Viertelfinale nicht angetreten
Vierer mit Steuermann: im Halbfinale ausgeschieden
- József Sátori
Vierer ohne Steuermann: zum Viertelfinale nicht angetreten
Vierer mit Steuermann: im Halbfinale ausgeschieden
- Lajos Nagy
Vierer ohne Steuermann: zum Viertelfinale nicht angetreten
Vierer mit Steuermann: im Halbfinale ausgeschieden
- Miklós Zágon
Vierer ohne Steuermann: zum Viertelfinale nicht angetreten
Vierer mit Steuermann: im Halbfinale ausgeschieden

### Schießen
- Károly Takács
Schnellfeuerpistole 25 m: Gold
- Lajos Börzsönyi
Schnellfeuerpistole 25 m: 7. Platz
Freie Pistole 50 m: 13. Platz
- Sándor Tölgyesi
Freie Pistole 50 m: 14. Platz
- Ambrus Balogh
Schnellfeuerpistole 25 m: 38. Platz
Freie Pistole 50 m: 7. Platz

### Schwimmen
Männer
- Géza Kádas
100 m Freistil: Bronze 
400 m Freistil: 4. Platz
4-mal-200-Meter-Freistil-Staffel: Silber
- Zoltán Szilárd
100 m Freistil: 7. Platz
- Elemér Szathmáry
100 m Freistil: im Halbfinale ausgeschieden
4-mal-200-Meter-Freistil-Staffel: Silber
- György Mitró
400 m Freistil: 5. Platz
1500 m Freistil: Bronze 
4-mal-200-Meter-Freistil-Staffel: Silber
- Imre Nyéki
400 m Freistil: im Halbfinale ausgeschieden
4-mal-200-Meter-Freistil-Staffel: Silber
- György Csordás
1500 m Freistil: 4. Platz
- Ferenc Vörös
1500 m Freistil: im Halbfinale ausgeschieden
- Gyula Válent
100 m Rücken: im Vorlauf ausgeschieden
- Sándor Németh
200 m Brust: im Halbfinale ausgeschieden

Frauen
- Judit Temes
100 m Freistil: im Halbfinale ausgeschieden
4-mal-100-Meter-Freistil-Staffel: 5. Platz
- Mária Littomeritzky
100 m Freistil: im Vorlauf ausgeschieden
4-mal-100-Meter-Freistil-Staffel: 5. Platz
- Zsuzsa Nádor
100 m Freistil: im Vorlauf ausgeschieden
- Ilona Novák
100 m Rücken: 4. Platz
4-mal-100-Meter-Freistil-Staffel: 5. Platz
- Éva Székely
200 m Brust: 4. Platz
4-mal-100-Meter-Freistil-Staffel: 5. Platz
- Éva Novák
200 m Brust: Bronze

### Turnen
Männer
- János Mogyorósi-Klencs
Einzelmehrkampf: 27. Platz
Boden: Silber 
Pferdsprung: Bronze 
Barren: 39. Platz
Reck: 42. Platz
Ringe: 43. Platz
Seitpferd: 53. Platz
Mannschaftsmehrkampf: Bronze
- Ferenc Pataki
Einzelmehrkampf: 19. Platz
Boden: Gold 
Pferdsprung: Bronze 
Barren: 18. Platz
Reck: 68. Platz
Ringe: 11. Platz
Seitpferd: 45. Platz
Mannschaftsmehrkampf: Bronze
- Ferenc Várkõi
Einzelmehrkampf: 29. Platz
Boden: 34. Platz
Pferdsprung: 10. Platz
Barren: 34. Platz
Reck: 55. Platz
Ringe: 29. Platz
Seitpferd: 26. Platz
Mannschaftsmehrkampf: Bronze
- Lajos Tóth
Einzelmehrkampf: 10. Platz
Boden: 21. Platz
Pferdsprung: 10. Platz
Barren: 14. Platz
Reck: 9. Platz
Ringe: 17. Platz
Seitpferd: 30. Platz
Mannschaftsmehrkampf: Bronze
- Lajos Sántha
Einzelmehrkampf: 13. Platz
Boden: 9. Platz
Pferdsprung: 64. Platz
Barren: 9. Platz
Reck: 4. Platz
Ringe: 27. Platz
Seitpferd: 16. Platz
Mannschaftsmehrkampf: Bronze
- Győző Mogyoróssy
Einzelmehrkampf: 38. Platz
Boden: 50. Platz
Pferdsprung: 77. Platz
Barren: 35. Platz
Reck: 31. Platz
Ringe: 37. Platz
Seitpferd: 50. Platz
Mannschaftsmehrkampf: Bronze
- József Fekete
Einzelmehrkampf: 30. Platz
Boden: 25. Platz
Pferdsprung: 14. Platz
Barren: 28. Platz
Reck: 65. Platz
Ringe: 32. Platz
Seitpferd: 19. Platz
Mannschaftsmehrkampf: Bronze
- László Baranyai
Einzelmehrkampf: 16. Platz
Boden: 41. Platz
Pferdsprung: 20. Platz
Barren: 16. Platz
Reck: 38. Platz
Ringe: 9. Platz
Seitpferd: 30. Platz
Mannschaftsmehrkampf: Bronze

Frauen
- Erzsébet Balázs
Mannschaftsmehrkampf: Silber
- Anna Fehér
Mannschaftsmehrkampf: Silber
- Erzsébet Gulyás-Köteles
Mannschaftsmehrkampf: Silber
- Irén Karcsics
Mannschaftsmehrkampf: Silber
- Mária Kövi-Zalai
Mannschaftsmehrkampf: Silber
- Margit Nagy-Sándor
Mannschaftsmehrkampf: Silber
- Olga Tass
Mannschaftsmehrkampf: Silber
- Edit Weckinger
Mannschaftsmehrkampf: Silber

### Wasserball
- Silber 
Jenő Brandi
Oszkár Csuvik
Dezső Fábián
Dezső Gyarmati
Endre Győrfi
Miklós Holop
László Jeney
Dezső Lemhényi
Pál Pók
Károly Szittya
István Szívós

### Wasserspringen
Frauen
- Irén Zságot
- 3 m Kunstspringen: nicht angetreten
- 10 m Turmspringen: 9. Platz